# Головщина
Головщи́на — в руському праві убивство людини або штраф за «голову убитого», який сплачувався сім'ї або родичам убитого. Розмір головщини залежав від стану убитого.

## Вбивство
За «Псковською судною грамотою» — вбивство, душогубство. В 96 артикулі зазначалось:
А где оучинится головщина, а доличат коєго головника, ино князю на головниках взять рубль продажи.

## Штраф
За «Руською Правдою» і «Новгородською судною грамотою» — певна сума грошей, яку сплачував убивця на користь родичів убитого.
Литовські статути Великого князівства Литовського, які базувалися на руському праві, також передбачали головщину. В артикулі 9-му згадується:
А естли бы от тых ранъ умеръ, тогды тотъ, который ранил, с права за доводом горълом мает быти каран, а головщина зъ именья або маетности винъного теж совито плачона будет.
Статути встановлювали розмір головщини залежно від соціального становища вбитого. Так, значно збільшувався її розмір у випадках вбивства шляхтича.